# Dexbrompheniramine/pseudoephedrine
Dexbrompheniramine/pseudoephedrine (biệt dược Drixoral) là một loại thuốc kết hợp có chứa các chất kháng histamin dexbrompheniramine maleat và decongestant sulfate pseudoephedrine. Thuốc được sản xuất bởi Schering-Plough và được sử dụng để điều trị các triệu chứng liên quan đến dị ứng và cảm lạnh như ngứa và chảy nước mắt, chảy nước mũi, nghẹt mũi và xoang và hắt hơi. Vì có chứa pseudoephedrine, nên việc mua thuốc ở Hoa Kỳ đã bị hạn chế nghiêm trọng bởi Đạo luật Dịch bệnh Methamphetamine năm 2005 vì lo ngại rằng bất kỳ sản phẩm nào có chứa pseudoephedrine đều có thể được sử dụng để sản xuất methamphetamine.
Kể từ năm 2008, Drixoral đã bị nhà sản xuất Merck (trước đây là Schering-Plough) loại bỏ hoàn toàn khỏi thị trường Mỹ. Trang web của công ty đã cập nhật thuộc tính "thay đổi địa điểm sản xuất" thành "sản phẩm không chắc sẽ có sẵn đến năm 2010".